# Стилвел (Оклахома)
Стилвел (енгл. Stilwell) град је у америчкој савезној држави Оклахома.

## Демографија
По попису из 2010. године број становника је 3.949, што је 673 (20,5%) становника више него 2000. године.
| Група             | 2000.         | 2010.         |
| Белци             | 1.315 (40,1%) | 1.237 (31,3%) |
| Афроамериканци    | 16 (0,5%)     | 12 (0,3%)     |
| Азијати           | 7 (0,2%)      | 17 (0,4%)     |
| Хиспаноамериканци | 229 (7,0%)    | 493 (12,5%)   |
| Укупно            | 3.276         | 3.949         |